# 29663 Evanmackay
29663 Evanmackay este un asteroid din centura principală de asteroizi.

## Descriere
29663 Evanmackay este un asteroid din centura principală de asteroizi. A fost descoperit pe 18 noiembrie 1998 la Socorro, New Mexico, în cadrul proiectului LINEAR. Asteroidul prezintă o orbită caracterizată de o semiaxă mare de 2,24 ua, o excentricitate de 0,08 și o înclinație de 4,7° în raport cu ecliptica.